# دیگری مهم
دیگری مهم (به انگلیسی: Significant other) یا دیگرِ نشانار، یک اصطلاح فراگیر است که به پارتنر شخص گفته می‌شود که با او رابطه نزدیک دارد بدون اینکه هیچ نظری دربارهٔ وضعیت تأهل، وضعیت روابط یا گرایش جنسی او بدهد. معادل فارسی این عبارت "مخاطب خاص" است.